# Pabellón Deportivo Ahmet Cömert
El Pabellón Deportivo Ahmet Cömert (en turco: Ahmet Cömert Spor Salonu) es un recinto deportivo bajo techo de usos múltiples ubicado en el barrio Ataköy del distrito de Bakırköy en la ciudad de Estambul, en Turquía. La arena, con capacidad para 3500 personas, fue construida en 1998 en el complejo olímpico. El lugar cuenta con un estacionamiento capaz de recibir 150 vehículos. Es propiedad de la Dirección de Juventud y Deportes de la provincia de Estambul (İstanbul GSM). Nombrado en honor del boxeador turco y dirigente deportivo Ahmet Cömert (1926-1990), el pabellón de deportes acoge los partidos de la Liga de Baloncesto de Turquía y la Super liga de Baloncesto en silla de ruedas de Turquía.
Otros deportes que se practican en el lugar, incluyen el boxeo, gimnasia, esgrima, ajedrez, así como algunos deportes individuales. 